# Blebbing

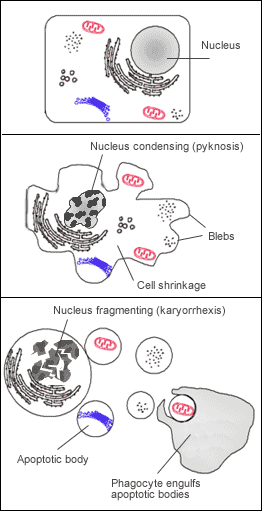
Apoptóza - uprostřed je znázorněn blebbing

Blebbing je vznik nepravidelných záhybů plazmatické membrány buněk, tzv. blebů, způsobený rozvolněním cytoskeletu (jeho odpojením od membrány). O tomto procesu se nejčastěji mluví v souvislosti s apoptózou, případně také v souvislosti s cytokinezí a pohybem buněk. Na molekulární úrovni je vznik blebů pravděpodobně způsoben ovlivněním činnosti Rho-guanozin trifosfatázy, načež dojde k ovlivnění aktin-myosinového systému buňky.
V další fázi apoptózy obvykle z blebů vznikají apoptotická tělíska.